# Instruments of a Beating Heart
Instruments of a Beating Heart é um curta-metragem documental japonês de 2024 dirigido por Ema Ryan Yamazaki. O filme é uma adaptação de um filme maior de 2023 do diretor Yamazaki, The Making of a Japanese, documenta o desafio apresentado aos alunos da primeira série de uma escola primária pública de Tóquio de apresentar "Hino à Alegria" na cerimônia para os novos alunos da primeira série, como tarefa para o semestre final.
Teve sua estreia mundial em 14 de junho de 2024, no Shorts Program: One-of-a-Kind do DC/DOX Film Festival 2024. Em 23 de janeiro de 2025, foi indicado ao prêmio de melhor documentário de curta-metragem no 97º Oscar.

## Enredo
O documentário acompanha Ayame, uma estudante ansiosa para participar de uma apresentação em grupo da "Hino à Alegria" de Beethoven para dar as boas-vindas aos novos alunos da primeira série. Incentivada pela professora a pensar além de si mesma, Ayame ganha o papel de címbalo na audição. No entanto, a falta de dedicação à sua tarefa leva a erros durante os ensaios, levando a professora a enfatizar a importância da harmonia e da diligência. Após uma reprimenda durante a prática, Ayame perde a confiança. Colegas de classe e professores oferecem incentivo e apoio, levando-a a se juntar novamente ao grupo e se tornar parte de seu eventual sucesso.

## Lançamento
Teve sua estreia internacional em 21 de junho de 2024, no Shorts –3 do Doc Edge Film Festival 2024.
Teve sua estreia no Centro-Oeste no Indy Shorts Film Festival em 25 de julho de 2024 em Música.
O filme foi disponibilizado para streaming em 18 de novembro de 2024 via YouTube e The New York Times Op-Docs.
O filme foi exibido no Doc NYC em 15 de novembro de 2024, no programa Shorts Human Spirit.

## Prêmios e indicações
| Premiação                                    | Data de cerimônia     | Categoria                             | Recipiente(s)                  | Resultado | Ref.         |
| -------------------------------------------- | --------------------- | ------------------------------------- | ------------------------------ | --------- | ------------ |
| International Documentary Association Awards | 5 de dezembro de 2024 | Melhor documentário de curta-metragem | Instruments of a Beating Heart | Venceu    | [ 12 ]       |
| Cinema Eye Honors                            | 9 de janeiro de 2025  | Melhor curta-metragem de não ficção   | Instruments of a Beating Heart | Pré-lista | [ 13 ]       |
| Oscar                                        | 2 de março de 2025    | Melhor documentário de curta-metragem | Ema Ryan Yamazaki              | Pendente  | [ 5 ] [ 14 ] |